# Premi Nacional de Circ
El Premi Nacional de Circ formà part dels Premis Nacionals de Cultura i fou concedit anualment per la Generalitat de Catalunya, reconeixent la trajectòria professional de cada guardonat en la seva categoria i amb una dotació de 18.000 euros.
El premi és designat per un jurat encapçalat pel Conseller de Cultura i fou atorgat en una cerimònia realitzada entre els mesos de setembre i octubre presidida pel President de la Generalitat, conjuntament amb la resta de Premis Nacionals de Cultura. A principis d'abril de 2013 es va fer públic que el Govern de la Generalitat de Catalunya reduïa els premis Nacionals de Cultura de 16 a 10 guardonats, i n'abolia les categories, creant un sol guardó de Premi Nacional de Cultura, amb la intenció de "tallar el creixement il·limitat de categories".

## Guanyadors
Des del 2005 el Premi Nacional de Circ s'ha atorgat a:
- 2005 - Circ Cric (Tortell Poltrona i Montserrat Trías)
- 2006 - Rodó, una producció del Circ d'Hivern de l'Ateneu Popular de Nou Barris
- 2007 - Bet Miralta i Jordi Aspa
- 2008 - Paulina Andreu
- 2009 - Associació de Professionals de Circ de Catalunya
- 2010 - Baró d'Evel Circ
- 2011 - Los Excéntricos[3]
- 2012 - Fira de Circ al carrer de la Bisbal d'Empordà[4]